# Campagne de Yorktown

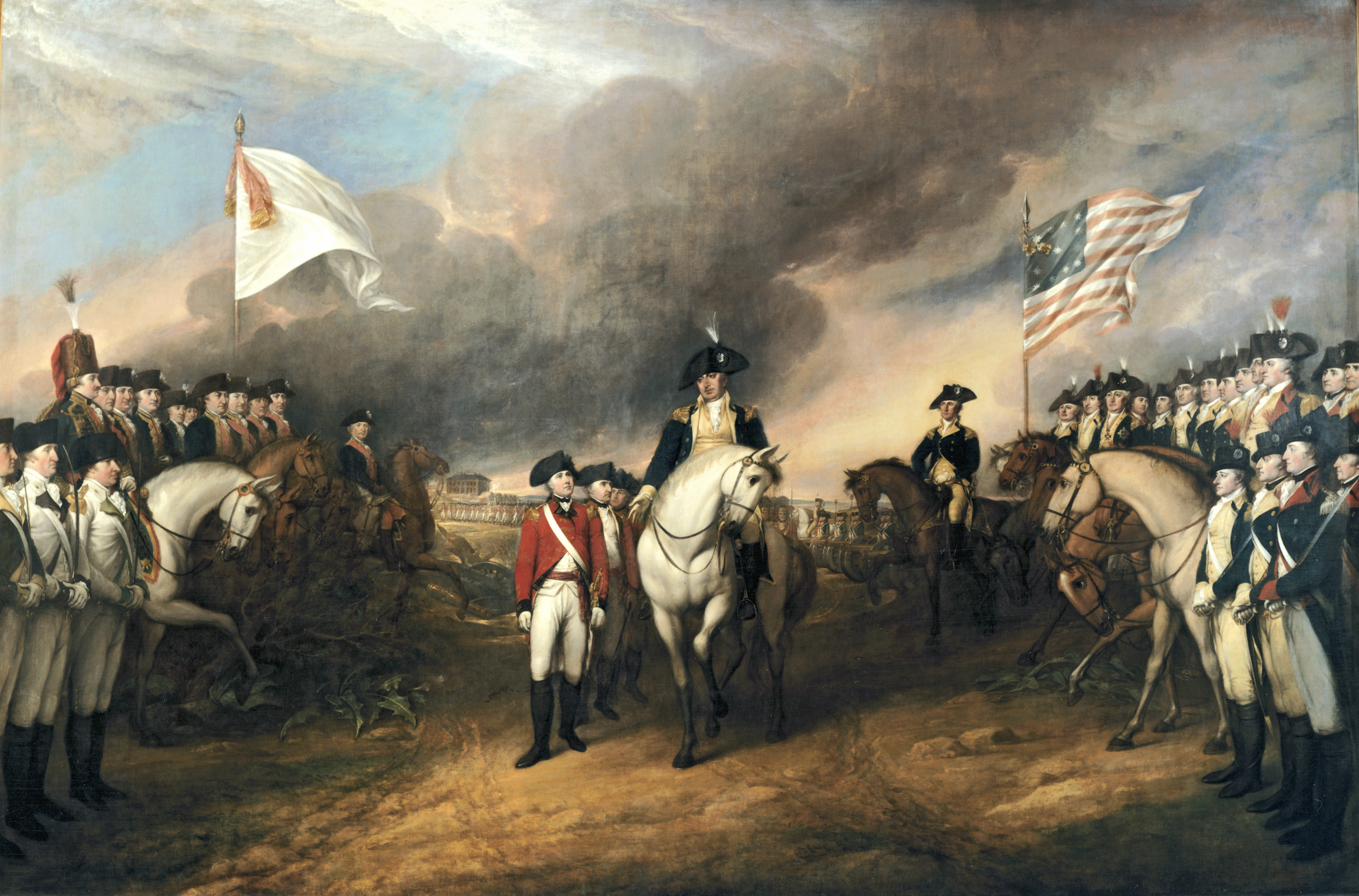
La Reddition de Lord Cornwallis par John Trumbull.

La campagne de Yorktown ou campagne de Virginie est une série de manœuvres militaires et de batailles durant la guerre d'indépendance des États-Unis qui a culminé avec la bataille de Yorktown en octobre 1781. Durant cette campagne, les insurgés américains ont reçu le soutien de leurs alliés français, commandés notamment par le général comte de Rochambeau et  par le colonel Armand. Le résultat de cette coopération franco-américaine lors de cette campagne a mené à la reddition de l'armée britannique du général Charles Cornwallis, un événement qui a conduit à l'ouverture des négociations de paix et la fin de la guerre.